# Ammothea
Ammothea – rodzaj kikutnic z rodziny Ammotheidae.
Ciało smuklejsze niż u Achelia czy Tanastylum, bez długich szczecin. Chelae szczątkowe. Miejsce osadzenia krótkich, dwuczłonowych cheliforów w pełni widoczne. Nogogłaszczki zbudowane z dziewięciu członów. Ryjek jajowaty do podłużno-stożkowatego. Wyrostki boczne odnóży rozsunięte od siebie o co najmniej połowę szerokości i pozbawione wysokich guzków grzbietowo-dystalnych. Owigery o członie drugim niedłuższym niż czwarty. Odwłok krótki i tępo zakończony.
Do rodzaju tego należy 40 opisanych gatunków:
- Ammothea acanthus Fry et Hedgpeth, 1969
- Ammothea acheliata Child, 1998
- Ammothea adunca Child, 1994
- Ammothea allopodes Fry et Hedgpeth, 1969
- Ammothea antipodensis Clark, 1972
- Ammothea armentis Child, 1994
- Ammothea australiensis (Flynn, 1919)
- Ammothea bentartica Munilla, 2001
- Ammothea bicorniculata Stiboy-Risch, 1992
- Ammothea bigibbosa Munilla et Ramos, 2005
- Ammothea brevicauda Loman, 1904
- Ammothea calmani Gordon, 1932
- Ammothea carolinensis Leach, 1814
- Ammothea childi Cano et López-González, 2013
- Ammothea clausi Pfeffer, 1889
- Ammothea depolaris Stock, 1966
- Ammothea dorsiplicata (Hilton, 1943)
- Ammothea gigantea Gordon, 1932
- Ammothea glacialis (Hodgson, 1907)
- Ammothea gordonae Child, 1994
- Ammothea hedgpethi (Utinomi, 1959)
- Ammothea hesperidensis Munilla, 2000
- Ammothea hilgendorfi (Böhm, 1879)
- Ammothea insularis Child, 1992
- Ammothea longispina Gordon, 1932
- Ammothea magniceps Thompson, 1884
- Ammothea makara Clark, 1977
- Ammothea meridionalis Hodgson, 1915
- Ammothea minor (Hodgson, 1907)
- Ammothea ovatoides Stock, 1973
- Ammothea profunda Losina-Losinsky, 1961
- Ammothea pseudospinosa Cano et López-González, 2013
- Ammothea sextarticulata Munilla, 1991
- Ammothea spicula Nakamura et Child, 1983
- Ammothea spinosa (Hodgson, 1907)
- Ammothea striata (Möbius, 1902)
- Ammothea stylirostris Gordon, 1932
- Ammothea tetrapora Gordon, 1932
- Ammothea tibialis Munilla, 2002
- Ammothea uru Clark, 1977
- Ammothea victoriae Cano et López-González, 2007